# PSKmail
PSKmail — радиолюбительская система приема/передачи электронной почты с использованием КВ трансивера и компьютера или планшетного компьютера для связи с радиолюбительскими станции в удалённых местностях и/или радиоэкспедициях.
Аналог системы Winlink 2000 с протоколом Winmor без необходимости применения радиомодемов.
Система состоит из нескольких серверов, обслуживающих клиентов по радиоканалу с использованием протокола радиосвязи BPSK.
Автор проекта: Rein Couperus, радиолюбительский позывной PA0R.